# Dyskografia Månsa Zelmerlöwa
Dyskografia Månsa Zelmerlöwa – szwedzkiego piosenkarza i producenta muzycznego – obejmuje sześć albumów studyjnych, kompilację, siedemnaście singli i dziewięć teledysków.

## Albumy studyjne
| Rok                         | Dane. dot. albumu | Najwyższe pozycje na listach | Najwyższe pozycje na listach | Najwyższe pozycje na listach | Najwyższe pozycje na listach | Najwyższe pozycje na listach | Najwyższe pozycje na listach | Najwyższe pozycje na listach | Najwyższe pozycje na listach | Najwyższe pozycje na listach | Certyfikat     |
| Rok                         | Dane. dot. albumu | SWE                          | FIN                          | NLD                          | AUT                          | CHE                          | DEU                          | BEL (WAL)                    | BEL (FLA)                    | GBR                          | Certyfikat     |
| --------------------------- | --- | ---------------------------- | ---------------------------- | ---------------------------- | ---------------------------- | ---------------------------- | ---------------------------- | ---------------------------- | ---------------------------- | ---------------------------- | -------------- |
| 2007                        | Stand by for… - Wydany: 1 maja 2007 - Wytwórnia: Warner Music Sweden - Format: CD, digital download                           | 1                            | –                            | –                            | –                            | –                            | –                            | –                            | –                            | –                            | - SWE: złoto   |
| 2009                        | MZW - Wydany: 23 marca 2009 - Wytwórnia: Warner Music Sweden - Format: CD, digital download                                   | 1                            | –                            | –                            | –                            | –                            | –                            | –                            | –                            | –                            | - SWE: złoto   |
| 2010                        | Christmas with Friends - Wydany: 15 listopada 2010 - Wytwórnia: Warner Music Sweden - Format: CD                              | –                            | –                            | –                            | –                            | –                            | –                            | –                            | –                            | –                            |                |
| 2011                        | Kära vinter - Wydany: 19 grudnia 2011 - Wytwórnia: Warner Music Sweden - Format: CD, digital download                         | –                            | –                            | –                            | –                            | –                            | –                            | –                            | –                            | –                            |                |
| 2014                        | Barcelona Sessions - Wydany: 5 lutego 2014 - Wytwórnia: Warner Music Sweden, Metronome Records - Format: CD, digital download | 3                            | –                            | –                            | –                            | –                            | –                            | –                            | –                            | –                            |                |
| 2015                        | Perfectly Damaged - Wydany: 3 czerwca 2015 - Wytwórnia: Warner Music Sweden, Metronome Records - Format: CD, digital download | 1                            | 45                           | 26                           | 21                           | 24                           | 46                           | 55                           | 85                           | 107                          | - SWE: platyna |
| 2016                        | Chameleon - Wydany: 2 grudnia 2016 - Wytwórnia: Warner Music Sweden, Metronome Records - Format: CD, digital download         | 6                            | –                            | –                            | –                            | –                            | –                            | –                            | 159                          | –                            |                |
| 2019                        | Time - Wydany: 18 października 2018 - Wytwórnia: Warner Music Sweden - Format: CD, digital download                           | 18                           | –                            | –                            | –                            | –                            | –                            | –                            | –                            | –                            |                |
| „–” album nie był notowany. | |                              |                              |                              |                              |                              |                              |                              |                              |                              |                |

## Kompilacje
| Rok  | Dane. dot. albumu                                                                                            |
| ---- | --- |
| 2011 | Playlist: Måns Zelmerlöw - Wydany: 20 czerwca 2011 - Wytwórnia: Mariann Grammofon - Format: Digital download |

## Single
| Rok                          | Tytuł                                                | Najwyższe pozycje na listach | Najwyższe pozycje na listach | Najwyższe pozycje na listach | Najwyższe pozycje na listach | Najwyższe pozycje na listach | Najwyższe pozycje na listach | Najwyższe pozycje na listach | Najwyższe pozycje na listach | Najwyższe pozycje na listach | Najwyższe pozycje na listach | Najwyższe pozycje na listach | Najwyższe pozycje na listach | Najwyższe pozycje na listach | Najwyższe pozycje na listach | Najwyższe pozycje na listach | Najwyższe pozycje na listach | Certyfikat                                                           | Album                |
| Rok                          | Tytuł                                                | SWE                          | FIN                          | AUT                          | CHE                          | DEU                          | BEL (WAL)                    | BEL (FLA)                    | ESP                          | NOR                          | DNK                          | NLD                          | GBR                          | IRL                          | HUN                          | FRA                          | AUS                          | Certyfikat                                                           | Album                |
| ---------------------------- | ---------------------------------------------------- | ---------------------------- | ---------------------------- | ---------------------------- | ---------------------------- | ---------------------------- | ---------------------------- | ---------------------------- | ---------------------------- | ---------------------------- | ---------------------------- | ---------------------------- | ---------------------------- | ---------------------------- | ---------------------------- | ---------------------------- | ---------------------------- | -------------------------------------------------------------------- | -------------------- |
| 2007                         | „Cara mia”                                           | 1                            | 4                            | –                            | –                            | –                            | –                            | –                            | –                            | –                            | –                            | –                            | –                            | –                            | –                            | –                            | –                            | - SWE: 2×platyna                                                     | Stand by for…        |
| 2007                         | „Work of Art (da Vinci)”                             | 16                           | –                            | –                            | –                            | –                            | –                            | –                            | –                            | –                            | –                            | –                            | –                            | –                            | –                            | –                            | –                            |                                                                      | Stand by for…        |
| 2007                         | „Brother oh Brother”                                 | 7                            | –                            | –                            | –                            | –                            | –                            | –                            | –                            | –                            | –                            | –                            | –                            | –                            | –                            | –                            | –                            |                                                                      | Stand by for…        |
| 2007                         | „All I Want for Christmas Is You” (& Agnes Carlsson) | 3                            | –                            | –                            | –                            | –                            | –                            | –                            | –                            | –                            | –                            | –                            | –                            | –                            | –                            | –                            | –                            | - SWE: złoto                                                         | –                    |
| 2008                         | „Miss America”                                       | 47                           | –                            | –                            | –                            | –                            | –                            | –                            | –                            | –                            | –                            | –                            | –                            | –                            | –                            | –                            | –                            |                                                                      | Stand by for…        |
| 2009                         | „Hope & Glory”                                       | 2                            | –                            | –                            | –                            | –                            | –                            | –                            | –                            | –                            | –                            | –                            | –                            | –                            | –                            | –                            | –                            | MZW                                                                  |                      |
| 2009                         | „Hold On”                                            | 22                           | –                            | –                            | –                            | –                            | –                            | –                            | –                            | –                            | –                            | –                            | –                            | –                            | –                            | –                            | –                            | MZW                                                                  |                      |
| 2009                         | „Rewind”                                             | –                            | –                            | –                            | –                            | –                            | –                            | –                            | –                            | –                            | –                            | –                            | –                            | –                            | –                            | –                            | –                            | MZW                                                                  |                      |
| 2009                         | „Impossible”                                         | 48                           | –                            | –                            | –                            | –                            | –                            | –                            | –                            | –                            | –                            | –                            | –                            | –                            | –                            | –                            | –                            | MZW                                                                  |                      |
| 2010                         | „December”                                           | –                            | –                            | –                            | –                            | –                            | –                            | –                            | –                            | –                            | –                            | –                            | –                            | –                            | –                            | –                            | –                            | Christmas with Friends                                               |                      |
| 2010                         | „Vit som en snö” (with. Pernilla Andersson)          | –                            | –                            | –                            | –                            | –                            | –                            | –                            | –                            | –                            | –                            | –                            | –                            | –                            | –                            | –                            | –                            | Christmas with Friends                                               |                      |
| 2012                         | „Ett lyckligt slut”                                  | –                            | –                            | –                            | –                            | –                            | –                            | –                            | –                            | –                            | –                            | –                            | –                            | –                            | –                            | –                            | –                            | –                                                                    |                      |
| 2013                         | „Broken Parts”                                       | –                            | –                            | –                            | –                            | –                            | –                            | –                            | –                            | –                            | –                            | –                            | –                            | –                            | –                            | –                            | –                            | Barcelona Sessions                                                   |                      |
| 2013                         | „Beautiful Life”                                     | –                            | –                            | –                            | –                            | –                            | –                            | –                            | –                            | –                            | –                            | –                            | –                            | –                            | –                            | –                            | –                            | Barcelona Sessions                                                   |                      |
| 2014                         | „Run for Your Life”                                  | –                            | –                            | –                            | –                            | –                            | –                            | –                            | –                            | –                            | –                            | –                            | –                            | –                            | –                            | –                            | –                            | Barcelona Sessions                                                   |                      |
| 2015                         | „Heroes”                                             | 1                            | 5                            | 1                            | 1                            | 3                            | 6                            | 2                            | 3                            | 4                            | 7                            | 12                           | 11                           | 10                           | 12                           | 33                           | 19                           | - SWE: 5×platyna - NOR: złoto - ESP: złoto - AUT: złoto - POL: złoto | Perfectly Damaged    |
| 2015                         | „Should’ve Gone Home”                                | 27                           | –                            | –                            | –                            | –                            | –                            | –                            | –                            | –                            | –                            | –                            | –                            | –                            | –                            | 172                          | –                            | - SWE: platyna                                                       | Perfectly Damaged    |
| 2016                         | „Fire in the Rain”                                   | 31                           | –                            | –                            | –                            | –                            | –                            | –                            | –                            | –                            | –                            | –                            | –                            | –                            | –                            | –                            | –                            | - SWE: platyna - POL: złoto                                          | Perfectly Re:Damaged |
| 2016                         | „Hanging on to Nothing”                              | –                            | –                            | –                            | –                            | –                            | –                            | –                            | –                            | –                            | –                            | –                            | –                            | –                            | –                            | –                            | –                            |                                                                      | Chameleon            |
| 2016                         | „Hanging on to Nothing (Rien que nous deux)”         | –                            | –                            | –                            | –                            | –                            | –                            | –                            | –                            | –                            | –                            | –                            | –                            | –                            | –                            | –                            | –                            |                                                                      | Chameleon            |
| 2016                         | „Glorious”                                           | –                            | –                            | –                            | –                            | –                            | –                            | –                            | –                            | –                            | –                            | –                            | –                            | –                            | –                            | –                            | –                            |                                                                      | Chameleon            |
| 2018                         | „Happyland”                                          | –                            | –                            | –                            | –                            | 72                           | -                            | –                            | –                            | –                            | –                            | –                            | –                            | –                            | –                            | 84                           | –                            |                                                                      | Chameleon            |
| 2019                         | „Walk With Me” (feat. Dotter lub Dami Im)            | 51                           | –                            | –                            | –                            | –                            | –                            | –                            | –                            | –                            | –                            | –                            | –                            | –                            | –                            | –                            | –                            |                                                                      | Time                 |
| 2019                         | „Better Now”                                         | 79                           | –                            | –                            | –                            | –                            | –                            | –                            | –                            | –                            | –                            | –                            | –                            | –                            | –                            | –                            | –                            |                                                                      | Time                 |
| 2019                         | „One”                                                | –                            | –                            | –                            | –                            | –                            | –                            | –                            | –                            | –                            | –                            | –                            | –                            | –                            | –                            | –                            | –                            |                                                                      | Time                 |
| „–” singel nie był notowany. |                                                      |                              |                              |                              |                              |                              |                              |                              |                              |                              |                              |                              |                              |                              |                              |                              |                              |                                                                      |                      |

### Z gościnnym udziałem
| Rok  | Tytuł                                    | Źródło |
| ---- | ---------------------------------------- | ------ |
| 2010 | „Precious to Me” (Maria Haukaas Storeng) | [ 31 ] |

## Pozostałe utwory
| Rok  | Tytuł                               | Uwagi                                                                                  |
| ---- | ----------------------------------- | -------------------------------------------------------------------------------------- |
| 2012 | „Nu när jag ser dig” (Molly Sandén) | Wydany na kompilacji Från oss alla till er alla – Alla de bästa svenska Disney låtarna |
| 2014 | „Jag ger dig min morgon”            | Wydany na kompilacji Det ordnar sig                                                    |

## Współpraca muzyczna
| Rok  | Tytuł                 | Artysta                         | Uwagi |
| ---- | --------------------- | ------------------------------- | ----- |
| 2013 | „Hello Goodbye”       | Erik Segerstedt & Tone Damli    | Tekst |
| 2015 | „Det rår vi inte för” | Behrang Miri feat. Victor Crone | Tekst |

## Teledyski
| Rok  | Tytuł                   | Reżyser                        |
| ---- | ----------------------- | ------------------------------ |
| 2007 | „Cara mia”              | –                              |
| 2007 | „Brother oh Brother”    | –                              |
| 2008 | „Miss America”          | –                              |
| 2010 | „Precious to Me”        | –                              |
| 2013 | „Broken Parts”          | Robin Ehlde                    |
| 2013 | „Beautiful Life”        | –                              |
| 2014 | „Run for Your Life”     | Robin Ehlde                    |
| 2015 | „Heroes”                | –                              |
| 2015 | „Should’ve Gone Home”   | Micke Gustafsson „Mikeadelica” |
| 2016 | „Fire in the Rain”      | Micke Gustafsson „Mikeadelica” |
| 2017 | „Hanging on to Nothing” | Micke Gustafsson „Mikeadelica” |

### Z gościnnym udziałem
| Rok  | Tytuł            | Artysta               | Reżyser |
| ---- | ---------------- | --------------------- | ------- |
| 2010 | „Precious to Me” | Maria Haukaas Storeng | –       |

### Teledyski tekstowe
| Rok  | Tytuł                 | Reżyser |
| ---- | --------------------- | ------- |
| 2015 | „Should’ve Gone Home” | –       |
| 2016 | „Fire in the Rain”    | –       |